# Angus Gunn
Angus Fraser James Gunn (Norwich, 22 januari 1996) is een Schots-Engels voetballer die speelt als doelman. In juli 2025 verliet hij Norwich City. Gunn maakte in 2023 zijn debuut in het Schots voetbalelftal.

## Clubcarrière
Gunn speelde in de jeugd van Norwich City, waar zijn vader Bryan jarenlang onder de lat stond én daarna even trainer was, en kwam in 2011 in de opleiding van Manchester City terecht. Aan het begin van het seizoen 2017/18 werd de doelman voor één jaar verhuurd aan zijn oude club Norwich City. Hij maakte zijn debuut in het Championship op 5 augustus 2017, toen met 1–1 gelijkgespeeld werd bij Fulham door treffers van Russell Martin (eigen doel) en Nélson Oliveira. Gunn kreeg direct een basisplaats van coach Daniel Farke. Dat seizoen kwam Gunn tot zesenveertig competitieduels en vijf bekerwedstrijden. 
De doelman maakte in de zomer van 2018 voor circa 11,3 miljoen euro de overstap naar Southampton, waar hij zijn handtekening zette onder een verbintenis voor de duur van vijf seizoenen. In zijn eerste twee jaar was Gunn voornamelijk tweede keuze onder de lat, waarop hij verhuurd werd aan Stoke City. Na afloop van deze verhuurperiode verliet de doelman Southampton definitief. 
Zijn oude club Norwich City nam hem over voor circa 5,85 miljoen euro en gaf hem een contract voor vier jaar. Aan het einde van zijn eerste seizoen bij Norwich degradeerde hij met die club naar het Championship. Daarna werd hij eerste doelman bij Norwich.

## Clubstatistieken
| Seizoen | Club            | Competitie     | Competitie | Competitie | Beker | Beker | Internationaal | Internationaal | Totaal | Totaal |
| Seizoen | Club            | Competitie     | Wed.       | Dlp.       | Wed.  | Dlp.  | Wed.           | Dlp.           | Wed.   | Dlp.   |
| ------- | --------------- | -------------- | ---------- | ---------- | ----- | ----- | -------------- | -------------- | ------ | ------ |
| 2016/17 | Manchester City | Premier League | 0          | 0          | 0     | 0     | 0              | 0              | 0      | 0      |
| 2017/18 | → Norwich City  | Championship   | 46         | 0          | 5     | 0     | —              | —              | 51     | 0      |
| 2018/19 | Southampton     | Premier League | 12         | 0          | 5     | 0     | —              | —              | 17     | 0      |
| 2019/20 | Southampton     | Premier League | 10         | 0          | 3     | 0     | —              | —              | 13     | 0      |
| 2020/21 | → Stoke City    | Championship   | 15         | 0          | 0     | 0     | —              | —              | 15     | 0      |
| 2021/22 | Norwich City    | Premier League | 9          | 0          | 2     | 0     | —              | —              | 11     | 0      |
| 2022/23 | Norwich City    | Championship   | 30         | 0          | 2     | 0     | —              | —              | 22     | 0      |
| 2023/24 | Norwich City    | Championship   | 42         | 0          | 1     | 0     | —              | —              | 43     | 0      |
| 2024/25 | Norwich City    | Championship   | 35         | 0          | 0     | 0     | —              | —              | 35     | 0      |
| Totaal  | Totaal          | Totaal         | 199        | 0          | 18    | 0     | 0              | 0              | 217    | 0      |

Bijgewerkt op 8 juli 2025.

## Interlandcarrière
Gunn maakte zijn debuut in het Schots voetbalelftal op 25 maart 2023, toen een kwalificatiewedstrijd voor het EK 2024 gespeeld werd tegen Cyprus. Door een doelpunt van John McGinn en twee van Scott McTominay won Schotland het duel met 3–0. Gunn mocht van bondscoach Steve Clarke in de basisopstelling beginnen en hij speelde het gehele duel.
In mei 2024 werd Gunn door Clarke opgenomen in de voorselectie voor het EK 2024 in Duitsland. Later werd hij ook onderdeel van de definitieve selectie voor het toernooi. Schotland werd in de groepsfase uitgeschakeld na nederlagen tegen Duitsland (5–1) en Hongarije (0–1) en een gelijkspel tegen Zwitserland (1–1). Gunn kwam op het EK in alle duels in actie. Zijn toenmalige clubgenoten Grant Hanley en Kenny McLean (beiden eveneens Schotland) waren ook actief op het toernooi.
| Interlands van Angus Gunn voor Schotland | Interlands van Angus Gunn voor Schotland | Interlands van Angus Gunn voor Schotland | Interlands van Angus Gunn voor Schotland | Interlands van Angus Gunn voor Schotland | Interlands van Angus Gunn voor Schotland |
| №                                        | Datum                                    | Wedstrijd                                | Uitslag                                  | Competitie                               | Goals                                    |
| Als speler bij Norwich City              | Als speler bij Norwich City              | Als speler bij Norwich City              | Als speler bij Norwich City              | Als speler bij Norwich City              | Als speler bij Norwich City              |
| ---------------------------------------- | ---------------------------------------- | ---------------------------------------- | ---------------------------------------- | ---------------------------------------- | ---------------------------------------- |
| 1                                        | 25 maart 2023                            | Schotland – Cyprus                       | 3 – 0                                    | EK 2024 kwalificatie                     |                                          |
| 2                                        | 28 maart 2023                            | Schotland – Spanje                       | 2 – 0                                    | EK 2024 kwalificatie                     |                                          |
| 3                                        | 17 juni 2023                             | Noorwegen – Schotland                    | 1 – 2                                    | EK 2024 kwalificatie                     |                                          |
| 4                                        | 20 juni 2023                             | Schotland – Georgië                      | 2 – 0                                    | EK 2024 kwalificatie                     |                                          |
| 5                                        | 8 september 2023                         | Cyprus – Schotland                       | 0 – 3                                    | EK 2024 kwalificatie                     |                                          |
| 6                                        | 12 september 2023                        | Schotland – Engeland                     | 1 – 3                                    | Vriendschappelijk                        |                                          |
| 7                                        | 12 oktober 2023                          | Spanje – Schotland                       | 2 – 0                                    | EK 2024 kwalificatie                     |                                          |
| 8                                        | 22 maart 2024                            | Nederland – Schotland                    | 4 – 0                                    | Vriendschappelijk                        |                                          |
| 9                                        | 26 maart 2024                            | Schotland – Noord-Ierland                | 0 – 1                                    | Vriendschappelijk                        |                                          |
| 10                                       | 7 juni 2024                              | Schotland – Finland                      | 2 – 2                                    | Vriendschappelijk                        |                                          |
| 11                                       | 14 juni 2024                             | Duitsland – Schotland                    | 5 – 1                                    | EK 2024                                  |                                          |
| 12                                       | 19 juni 2024                             | Schotland – Zwitserland                  | 1 – 1                                    | EK 2024                                  |                                          |
| 13                                       | 23 juni 2024                             | Schotland – Hongarije                    | 0 – 1                                    | EK 2024                                  |                                          |
| 14                                       | 5 september 2024                         | Schotland – Polen                        | 2 – 3                                    | Nations League 2024/25                   |                                          |
| 15                                       | 8 september 2024                         | Portugal – Schotland                     | 2 – 1                                    | Nations League 2024/25                   |                                          |
| 16                                       | 6 juni 2025                              | Schotland – IJsland                      | 1 – 3                                    | Vriendschappelijk                        |                                          |

Bijgewerkt op 8 juli 2025.